# Selbecker Terrassenland
Mit Selbecker Terrassenland wird eine naturräumliche Einheit (Ordnungsnummer 3371.03) der Über-Haupteinheit Bergisch-Sauerländisches Unterland (Ordnungsnummer 337) bezeichnet.
Es umfasst Teile des Stadtgebiets von Ratingen (Stadtteil Breitscheid, Mintarder Berg) und Mülheim an der Ruhr (Stadtteil Saarn mit dem östlichen Selbeck). In Norden und Osten wird das Terrassenland naturräumlich vom Ruhrtal (Ordnungsnummer 3371.2) und im Süden von den Mettmanner Lößterrassen (3371.00) begrenzt. Im Westen geht es in die Haupteinheit Bergische Heideterrasse (550) über.
Das Selbecker Terrassenland besteht aus einer auf ca. 100 m Höhe gelegenen lössfreien Hauptterrassenfläche, die im Norden und Westen durch jüngere tektonische Bewegungen bis auf 70 m abgesunken ist. Reste älterer Höhenterrassen und saaleeiszeitlicher Endmoränen befinden sich im Osten des Naturraums. Sie ragen als Schotter- und Sandkuppen bis auf 118 m Höhe auf. Dahinter fällt das Gelände als Prallhang des Kettwiger Ruhrbogens steil in das Ruhrtal ab.
Geologisch besteht der Untergrund des Geländes aus gefalteten oberkarbonischen Gesteinen, vor allem aus Grauwacken, Schiefern, Sandsteinen und Quarziten. Die an den Hängen flachgründigen Verwitterungsböden sind sandig-lehmig. In dem Naturraum wird auf den gerodeten Terrassenflächen vor allem Ackerbau betrieben. Die Hänge und Kuppen sind dagegen bewaldet.